# Chiasmocleis avilapiresae
Chiasmocleis avilapiresae är en groddjursart som beskrevs av Peloso och Sturaro 2008. Chiasmocleis avilapiresae ingår i släktet Chiasmocleis och familjen Microhylidae. IUCN kategoriserar arten globalt som livskraftig. Inga underarter finns listade i Catalogue of Life.